# Habitat rupestre di Mottola
L'habitat rupestre di Mottola è un contesto archeologico che comprende numerose testimonianze rupestri, tra cui villaggi e chiese rupestri.
Tebaide…»
(Cesare Brandi, Pellegrino di Puglia)

## Contesto della civiltà rupestre
Il territorio di Mottola, così come altre zone della Puglia, è caratterizzato dalla presenza di insediamenti umani scavati nella roccia, altresì detti villaggi rupestri. Questi riflettono una scelta abitativa umana ricorrente nel corso della storia per ragioni di difesa e adattamento ambientale: difatti la grotta artificiale permette di avere una temperatura costante e una protezione dalle condizioni ambientali. Se il trogloditismo è un fenomeno già acclarato dall'Età dei metalli con la creazione di caverne utilizzate come depositi, stalle, ovili, laboratori ecc., l'utilizzo abitativo delle grotte, in Puglia, è attestato solo a partire dal IX secolo. La prima testimonianza storica della civiltà rupestre pugliese è riportata nell'Alessiade di Anna Comnena nel XII secolo.
Quindi, il trogloditismo abitativo apparve durante la riconquista bizantina tra il IX e l'XI secolo. Durante il periodo altomedievale, la regione aveva subito una forte decadenza. Nel VI secolo, gran parte della Puglia era stata conquistata dai Longobardi, lasciando ai Bizantini solo la penisola salentina. Nel IX secolo, i Longobardi persero il controllo della Puglia centrale, che passò agli arabi dal Nord Africa. Durante questo periodo, Bari divenne la capitale di un emirato tra l'847 e l'871, mentre Taranto fu un ribat dal 840 all'880. La decadenza portò allo spopolamento e all'inselvatichimento del territorio. La mancanza di manutenzione delle infrastrutture idriche causò l'impaludamento delle pianure, rendendole malsane a causa della malaria. Di questo periodo, a Mottola si fa menzione di una devastazione della città nell'847 da parte del Saraceno Saba, tuttavia, come molte altre cronache medievali, trattasi di vaghe e inattendibili vicende.
Solo nel IX secolo, la Puglia centrale tornò sotto il controllo bizantino: essi favorirono il ripopolamento e lo sviluppo agricolo, grazie anche al clima caldo-umido del Periodo Caldo Medievale. L'unità organizzativa per il ripopolamento rurale era il chorion, una comunità-villaggio, incentivato dalle politiche imperiali. Diversi documenti attestano il ripopolamento da parte degli imperatori della dinastia macedone, come l'insediamento di coloni da Herakleia Pontica a Gallipoli sotto Basilio I, e l'invio di Armeni e schiavi liberati nella regione. I coloni dunque, già forti di una tradizione abitativa in grotta, scelsero di scavare abitazioni in grotta nelle pareti delle gravine e delle lame per svariati motivi:
- condizioni geomorfologiche, per via della facilità di escavazione delle pareti tufacee delle gravine;
- climatiche e ambientali, per la stabilità termica offerta dalle grotte contro il caldo e l'umidità del periodo;
- l'agevole reperibilità di cibo ed erbe medicamentose, spontaneamente presenti nelle zone limitrofe alle gravine;
- la copertura dagli assedi nemici data la naturale asperità del territorio.

Un ulteriore possibile successo del trogloditismo medievale può essere dato dalla diffusione della talassemia e dell'anemia mediterranea nelle comunità rupestri: gli anemici e i talassemici, infatti, sono più resistenti alla malaria, che imperversava per via del clima umido dell'epoca; pertanto, l'ampia concentrazione odierna di individui affetti da anemia e talassemia in Puglia, può essere un'eredità genetica dei coloni provenienti dal Mar Nero, nei quali queste malattie genetiche erano diffusissime.
Dal XIV al XIX secolo, il raffreddamento climatico della Little Ice Age portò al graduale abbandono delle case-grotta, non più funzionali e sostituite da abitazioni convenzionali più adatte alle nuove condizioni climatiche.

## Studi sulla civiltà rupestre
Fino alla metà del XX secolo, l'origine degli insediamenti rupestri era poco chiara. L'aspetto più noto degli insediamenti rupestri è rappresentato dalle chiese ipogee, spesso decorate con affreschi sacri, che dal XIX secolo catturarono l'attenzione degli studiosi. Inizialmente, si pensava che queste grotte fossero principalmente monasteri, paragonabili a quelli di altre regioni mediterranee come la Tebaide egiziana o il Monte Athos.
Alcuni studiosi, tra cui il canonico materano Francesco Paolo Volpe e il canonico mottolese Francesco Caramia, ipotizzarono un'origine civile delle città scavate nella roccia, inoltre suggerirono che queste abitazioni risalissero a periodi preclassici e paleocristiani. Tuttavia, dalla fine del XIX secolo e fino alla prima metà del XX secolo, prevalse la teoria che attribuiva le grotte ai monaci basiliani, i quali erano giunti in Puglia per fuggire dalle persecuzioni iconoclaste di Bisanzio. Questa interpretazione fu fortemente sostenuta da François Lenormant, che basò le sue conclusioni su documenti ritenuti autentici, ma successivamente smascherati come falsi.
La teoria dei "monaci basiliani" venne ulteriormente rafforzata da studiosi come Charles Diehl ed Émile Bertaux, che descrissero le chiese rupestri della Puglia e Basilicata, evidenziando analogie con le grotte della Cappadocia. Nonostante queste convinzioni, emersero ipotesi che alcune grotte potessero essere state utilizzate come abitazioni.
Negli anni '50 e '60, grazie a gruppi di ricerca e volontariato culturale, si iniziò a riconoscere la vera importanza storica e culturale degli insediamenti rupestri. La convinzione che le grotte fossero prevalentemente monasteri iniziò a essere messa in discussione, con nuove ricerche che sottolineavano la presenza di insediamenti civili ben organizzati intorno alle chiese rupestri.
Il neologismo "civiltà rupestre", coniato da Espedito Jacovelli e usato per la prima volta nella pubblicazione di Cosimo Damiano Fonseca "Civiltà rupestre in terra jonica", fu introdotto per descrivere una società contadina che aveva scelto di vivere nelle grotte per un lungo periodo, con contributi culturali, religiosi e artistici significativi. Questa interpretazione venne consolidata da ulteriori studi e convegni, che dimostrarono come questi insediamenti avessero raggiunto il loro massimo sviluppo tra il IX e il XIV secolo, durante la colonizzazione bizantina e il periodo normanno-svevo.
A partire dal 1971, quando fu organizzato per la prima volta a Casalrotto il primo convegno sulla civiltà rupestre medioevale nel Mezzogiorno d’Italia, c'è stata una continua ricerca e valorizzazione della "civiltà rupestre", culminata in ricerche e studi che hanno significativamente migliorato la comprensione storica di questi insediamenti.

## Chiese rupestri
Le chiese rupestri sono la testimonianza archeologica più rilevante, in quanto attestano una frequentazione delle aree limitrofe, dove sorgevano i villaggi rupestri. A Mottola sono state attestate 41 chiese rupestri di cui, tre, presumibilmente più volte attestate in documenti storici, sarebbero ancora da scovare. Di seguito la tabella con le chiese rupestri, dette volgarmente cripte, presenti a Mottola.
| Nome principale                 | Altri nomi                                               | Villaggio rupestre o zona di appartenenza      | Stato                   |
| ------------------------------- | -------------------------------------------------------- | ---------------------------------------------- | ----------------------- |
| Sant'Angelo                     | San Michele Arcangelo                                    | Villaggio di Casalrotto                        | Esistente               |
| Sant'Angelo di Acquagnora       | Sant'Angelo Veterano, Grotta Sant'Angelo                 | Contrada Acquagnora                            | Esistente               |
| Sant'Apollinare                 | Sant'Apollonia                                           | Villaggio di Casalrotto                        | Esistente               |
| San Basilio                     | Duca di Martina                                          | Casino del Duca di Martina Franca, San Basilio | Esistente               |
| San Biagio                      |                                                          | Gravina di San Biagio                          | Esistente               |
| Madonna delle Sette Lampade     | Santa Caterina                                           | Contrada San Gregorio                          | Esistente               |
| detta Cattedrale                | del Trono                                                | Villaggio di Petruscio                         | Esistente               |
| San Cesario                     | Santa Cesaria                                            | Villaggio di Casalrotto                        | Esistente               |
| anonima del Greppo est          | Disco del Sole                                           | Villaggio di Petruscio                         | Esistente               |
| Bufalo Petruscio                | Nove Croci Greche o di Villa Iolanda                     | Acquagnora-Petruscio                           | Esistente               |
| anonima, Laino I                | San Petrino                                              | Tra Casalrotto-Lamaderchia                     | Esistente               |
| anonima, Laino II               |                                                          | Tra Casalrotto-Lamaderchia                     | Esistente               |
| pozzo di Gavito                 | di Nandolfo                                              | Villaggio di Petruscio                         | Distrutta               |
| Madonna della Serra             |                                                          | Masseria Attolini, Petruscio                   | Esistente               |
| anonima di Masseria Scarano     |                                                          | Masseria Scarano                               | Esistente               |
| Cristo alle Grotte              | Cristo alle Zolle, Cristo Pantocratore                   | Contrada Le Grotte                             | Esistente               |
| Santa Croce                     |                                                          | Masseria Sabato, già Caramia                   | Distrutta               |
| anonima, dei Polacchi           | Santa Croce Capitata                                     | Villaggio di Petruscio                         | Esistente               |
| San Domenico                    |                                                          | Contrada Acquagnora                            | Distrutta               |
| Forcella                        |                                                          | Gravina di Forcella                            | Esistente               |
| San Giorgio                     |                                                          | Contrada Roccapampina                          | Esistente               |
| San Giorgio                     |                                                          | Villaggio di Casalrotto                        | Esistente               |
| San Gregorio                    | Madonna Nera, della Maurissa                             | Contrada San Gregorio                          | Esistente               |
| Madonna degli Angeli            | Madonna del Buon Consiglio                               | Contrada San Gregorio                          | Esistente               |
| Madonna del Carmine             | Madonne Abbasce (dialetto mottolese: [maˈdonnə abˈbaʃə]) | Tra Casalrotto-Acquagnora                      | Esistente               |
| San Marco                       |                                                          | Gravina di San Marco                           | Esistente               |
| Santa Margherita                |                                                          | Villaggio di Casalrotto                        | Esistente               |
| San Sabino                      | Santa Maria de Russis                                    | Contrada San Sabino                            | Esistente               |
| San Nicola                      |                                                          | Villaggio di Lamaderchia                       | Esistente               |
| anonima di Masseria Tamburrello | San Nicola di Cornetto, San Giacomo                      | Contrada Tamburrello                           | Esistente               |
| San Vito I                      |                                                          | Contrada San Vito                              | Distrutta               |
| San Vito II                     |                                                          | Contrada San Vito                              | Esistente               |
| San Vito III                    |                                                          | Contrada San Vito                              | Esistente               |
| San Vito IV                     |                                                          | Tre pozzi                                      | Esistente               |
| Sant'Andrea                     |                                                          | ?                                              | Non trovata             |
| San Doro                        |                                                          | ?                                              | Non trovata             |
| San Giorgio                     |                                                          | Contrada Le Grotte                             | Non trovata             |
| anonima (Petruscio IV)          |                                                          | Villaggio di Petruscio                         | Esistente, stato ignoto |
| San Pietro                      |                                                          | Villaggio di Lamaderchia                       | Distrutta               |
| San Salvatore                   |                                                          | Villaggio di Lamaderchia                       | Distrutta               |
| anonima                         | San Lorenzo                                              | Masseria don Gaetano Semeraro, Acquagnora      | Esistente               |

## Grotte di Dio
Le principali chiese rupestri di Mottola sono note con l'appellativo di "Grotte di Dio", grazie ad un fortunato articolo sul rupestre mottolese pubblicato nel 1987 dalla rivista Bell'Italia. Sotto il nome di "Grotte di Dio" solitamente si fa riferimento a quattro chiese rupestri, nonché le medesime della pubblicazione: la chiesa rupestre di San Nicola, la chiesa rupestre di San Gregorio, la chiesa rupestre di Sant'Angelo e la chiesa rupestre di Santa Margherita.

### Chiesa rupestre di San Nicola
La chiesa rupestre di San Nicola, soprannominata "Cappella Sistina delle chiese rupestri", è situata a 12 chilometri dalla città, in direzione sud-ovest. Si trova nelle vicinanze della via Appia, presso un'antica via consolare. All'interno della chiesa, sono presenti tre affreschi che raffigurano il santo che gli dà il nome, tutti riferiti all'iconografia bizantina. La chiesa è costruita in muratura con la pianta basilicale a croce latina formata da tre navate e un transetto con il presbiterio o bema suddiviso da iconostasi. Gli affreschi originariamente presenti all'interno sono numerosi e posizionati in tutte le pareti. Di questi, numerosi ancora oggi sono conservati in buono stato. I soggetti rappresentati sono: la Deesis, la Vergine col Bambino, santo Stefano, san Giovanni Evangelista, l'arcangelo Michele, san Nicola, san Basilio, san Lorenzo, san Giuliano, san Teodoro, san Leonardo, san Pietro e Papa Leone Magno, santa Parasceve, le sante Lucia e Pelagia e le immagini delle “Vergini stolte e delle savie”.

### Chiesa rupestre di San Gregorio
Nella periferia del centro abitato, sorge la chiesa rupestre di San Gregorio. Riportata alla luce negli anni '70, si tratta di una chiesa a croce greca inscritta con tre navate e tre absidi semicircolari occupate da tre altari. La chiesa presenta dei caratteristici pilastri quadrilobati che dividono le navate e dei soffitti scolpiti. Il corredo pittorico include tre affreschi: un San Nicola, il dittico della Vergine con bambino e san Bartolomeo e il Cristo Pantocratore nell'abside centrale, la cui raffigurazione si ispira al modello in mosaico del duomo di Monreale.

### Chiesa rupestre di Santa Margherita
Scavata tra il IX e il XIII secolo, si pensa che la chiesa inizialmente fosse destinata a uso funerario, per poi essere trasformata in luogo di culto dedicato a Santa Margherita. La chiesa presenta una planimetria insolita e irregolare, con due navate, un altare centrale e numerosi affreschi che raffigurano santi e scene agiografiche. La chiesa sembra essere stata frequentata in particolare dalle donne della comunità rupestre, soprattutto dalle partorienti, e contiene due cisterne che potrebbero essere state utilizzate per rituali di purificazione. La decorazione pittorica comprende immagini di: Santa Margherita, San Pietro, San Giacomo, San Vito, Sant'Oronzo, due immagini del Cristo Pantocratore, Sant'Antonio Abate, San Nicola, San Michele Arcangelo, la Vergine della Tenerezza, San Lorenzo, San Marco, San Giorgio, la Vergine Odegitria con Bambino, la Vergine Allattante, San Demetrio, Santo Stefano e San Giovanni Evangelista.

### Chiesa rupestre di Sant'Angelo
La chiesa rupestre di Sant'Angelo è scavata su due piani, unicum nell'Italia meridionale, con quello inferiore adibito a cripta funeraria. La chiesa ha un doppio ingresso che conduce a un atrio scoperto con una cella per il custode e una cisterna per la raccolta delle acque. All'interno, la struttura presenta tre navate su entrambi i livelli, seguendo il modello della croce greca inscritta in un quadrato, con absidi orientate a est. Il piano superiore presenta absidi rettangolari, quello inferiore inferiore absidi a calotta. Inoltre, nell'ipogeo inferiore, ci sono varie tombe sul pavimento, a riprova dell'uso funerario. Nelle absidi della chiesa sono presenti Deesis con varietà iconografiche: nel piano superiore, ce n'è una con san Giacomo al posto del Battista e un'altra illeggibile con tracce dell'arcangelo Gabriele, nel piano inferiore ce n'è una con i santi Andrea e Basilio.

## Petruscio
La gravina di Petruscio ha ospitato il più grande villaggio rupestre mottolese. Esso testimonia il periodo di ricolonizzazione bizantina avvenuto tra il IX e il XII secolo, come confermato dagli scavi archeologici. Petruscio potrebbe essere identificato con il luogo del castellum eretto nel 1023 da parte dei bizantini di Basilio Boioannes, utilizzato come rifugio per la popolazione locale, contro le scorrerie del saraceno Rayca. Probabilmente, è stato abbandonato attorno al 1156 durante le campagne dell'imperatore Manuele I Comneno, quando vi fu la presa di Molissa, la cui descrizione di Giovanni Cinnamo è identificabile con il villaggio di Petruscio. Le chiese rupestri presenti, non affrescate, sono: la più grande detta "Cattedrale", quella detta "dei Polacchi" (per le iscrizioni polacche dei soldati che vi soggiornarono nel periodo bellico) e un'altra anonima detta "del greppo est", data la sua collocazione.

## Casalrotto
Il villaggio di Casalrotto (latino: Casale ruptum), fondato in età bizantina, fu donato nel 1081 al monastero benedettino di Cava dei Tirreni. Durante il XII e XIII secolo, Casalrotto prosperò grazie a donazioni e acquisti, ma dal XIII secolo subì un declino a causa delle politiche fiscali oppressive di Federico II e degli attacchi dei baroni. Nel XIV secolo, il casale fu quasi completamente abbandonato, con tentativi di ripresa falliti. Nel 1616, i monaci vendettero il territorio ai Caracciolo, che trasformarono il casale in una masseria nel XVIII secolo. L'area del casale rupestre si estende per circa sei ettari e mezzo e presenta caratteristiche distintive tra la zona meridionale e il resto dell'insediamento. La grande frequentazione dell'area si rispecchia nelle numerose chiese rupestri tutt'ora presenti: Sant'Angelo, Santa Margherita, San Cesario, Sant'Apollinare e San Giorgio.